# Paul Kellner
Paul Kellner, född 6 juni 1890 i Spandau, död 3 april 1972 i Berlin, var en tysk simmare.
Kellner blev olympisk bronsmedaljör på 100 meter ryggsim vid sommarspelen 1912 i Stockholm.